# Cultura organizacional
A cultura organizacional é a cultura em seu sentido antropológico, existente em uma organização, e que é composta por práticas, símbolos, hábitos, comportamentos, valores éticos e morais, além de princípios, crenças, cerimônias, políticas internas e externas, sistemas, jargão e clima organizacional. A cultura influencia todos os membros dessa organização como diretrizes e premissas para guiar seus comportamentos e mentalidades.
Cultura é um termo genérico utilizado para significar duas situações distintas. De um lado, o conjunto de costumes e realizações de um povo ou época, e de outro, artes, erudição e demais manifestações mais sofisticadas do intelecto humano consideradas coletivamente. Como veremos adiante, a Cultura Organizacional de nada tem a ver com esses dois significados.
Em contexto mercantilista e da expansão do imperialismo, a cultura passou a ser entendida em um contexto de costumes, língua, crenças de povos diferentes para interpretar relações comerciais e de dominação. Estudiosos assim começaram a estudar este conceito de cultura e se depararam com um novo termo, a diversidade, assim empregaram alguns conceitos darwinistas para entender a superioridade de culturas por relações econômicas ou políticas.
Cultura pode ser definida como um modelo de suposições básicas que os grupos inventam, descobrem ou desenvolvem com a experiência para enfrentar seus problemas.

## Preceito
A cultura organizacional tem grande influência no andamento das empresas no mercado, pois tanto afeta seu interior e sua formação, como o relacionamento com as demais empresas, afetando as vendas e compras. Porque todos os costumes e tradições das empresas alteram seu andamento, podendo ser pontos positivos ou negativos, modificando-se com o tempo.
A cultura organizacional envolve artefatos (padrões de comportamento), valores compartilhados (crenças) e pressupostos (valores, verdades). Também pode conter componentes visíveis, que são sempre orientados pelos aspectos organizacionais, ou componentes ocultos, que são sempre orientados pela emoção e situações afetivas.
- Preceitos (implícitos ou explícitos)

Normas, regulamentos, costumes, tradições, símbolos, estilos de gerência, tipos de liderança, políticas administrativas, estrutura hierárquica, padrões de desempenho.
- Tecnologia (instrumentos e processos utilizados).

Máquinas, equipamentos, layout, distribuição e métodos de trabalhos.
- Caráter (Manifestação dos indivíduos) como que o indivíduo se comporta diante da sociedade.

Participação, criatividade, grupos informais, medo tensão, apatia, agressividade, comodismo.
Essa mesma cultura pode aparecer nas organizações de duas formas distintas. Como um subsistema que se liga à estrutura, à estratégia, sistemas políticos e técnicos, ou ainda como uma superestrutura que determina todos os demais componentes. Alguns dos componentes da cultura são de origem histórica, do ambiente e território em que ela se situa, de crenças e pressupostos (mitos, ideologias, etc.), de regras, nomes e regulamentos, do processo de comunicação (linguagem), de ritos, rituais e cerimônias, de heróis e tabus, ou ainda de produtos e serviços com que está envolvida.
Existem diversas funções que a cultura pode exercer dentro de uma organização: ela define os limites, a coerência nos atos dos empregados; dá aos funcionários uma sensação de identidade, de pertencer a algo grande, amplo e sério, trazendo motivação e ainda fazendo-os se comprometer com interesses coletivos; reduz a ambiguidade, determinando exatamente como os trabalhos devem ser executados. Algumas vezes ela funciona até mesmo como um vínculo entre os funcionários e a empresa, ajudando a permanecerem unidos através de normas do que se deve fazer e dizer. A cultura organizacional dá a identidade da organização face às outras organizações.
A cultura organizacional, assim como a gestão das organizações é dinâmica e modifica-se com o tempo, já que também sofre influência do ambiente externo e de mudanças na sociedade. Entretanto, a cultura de uma instituição também pode influenciar essa mesma sociedade.
A formação da cultura organizacional reúnem elementos como parâmetros administração, filosofia e valores além do capital humano. Cada indivíduo tem uma forma de pensar, princípios e crenças diferentes. A junção dessas pessoas dentro de uma mesma organização leva a uma condensação de todos esses pensamentos diferentes, formando uma só cultura para todos se guiarem. A cultura dominante tem uma visão macro da organização e trata apenas dos valores centrais. Na formação da cultura há também uma forte influência dos fundadores da instituição, que estabeleceram diretrizes culturais, e que são vistos com respeito ou até adorados por grande parte dos colaboradores.
Além desta cultura principal, existem também as subculturas, que podem estar ou não relacionadas entre si, ou que podem até concorrer umas com as outras. Elas podem ser geográficas, departamentárias ou situacionais. Os valores centrais da cultura dominante estão presentes nessas subculturas, porém são incluídos valores adicionais e particulares de alguns grupos, equipes ou departamentos.
A contracultura também existe nas organizações. Trata-se de um movimento reacionário, por parte de um grupo que quer reagir contra os valores tradicionais, com os quais está insatisfeito e vive em busca de mudanças e inovações na cultura atual.

## Diagnóstico de cultura organizacional
Exitem diversos modelos para diagnosticar a cultura organizacional, ou seja, os elementos visíveis como o  comportamento das pessoas como atitudes, modo de trabalho, percepção física, pessoal, etc. Para fazer o diagnóstico é necessário observar todo o histórico empresarial desde sua fundação até e principalmente o papel do fundador. Como metáfora ilustrativa de como realizar o diagnóstico se usa a imagem da cebola. onde no centro se indica os valores e expandindo em mitos, histórias e heróis e posteriormente ambiente, comportamentos visíveis e produtos e uma crista que passa por toda organização onde estão presente as políticas e práticas.

## Cultura familiar
Utilizando uma metáfora da palavra família, diz-se da cultura familiar aquela que é mantida com relações próprias e pessoais, sendo também hierárquica, onde a autoridade do “pai” de uma família é muito maior que a de um “filho”. É uma cultura voltada ao poder, um tipo de poder exercido com maior intimidade, no entanto é benigno, sendo o “pai” o líder, aquele que sabe mais e o que dita o que seus subordinados devem fazer.
O líder desse tipo de cultura cria o padrão, define o tom, serve de modelo para a postura apropriada e espera que seus subordinados estejam sintonizados. Os membros dessa cultura podem sentir-se pressionados moral e socialmente, pelo receio de perda da afeição e do lugar na família.
O contexto costuma ser complexo, muitas vezes sendo difícil alguém de fora se sentir pertencente à cultura ou saber se comportar adequadamente diante de conversas internas existentes, histórias familiares, tradições e costumes.
As relações tendem a ser difusas. O líder influência todas as situações, independente de ter conhecimento do problema ou não. A felicidade e bem-estar geral de todos os empregados são considerados atribuições da empresa familiar, que se preocupa com o fato de todos terem salários suficientes para que vivam bem.
O poder é político no sentido de ser exercido por autoridades, não significando que quem está no poder seja o mais qualificado e capaz de fazer o trabalho. Essa autoridade não pode ser desafiada, e o mais importante é fazer com que a alta hierarquia note, compreenda e aja a uma determinada situação.
Uma vantagem nessa cultura é o fato de que como as pessoas já possuem uma relação familiar, tendem a manter uma boa relação de trabalho assim proporcionado uma melhor qualidade no serviço empregado. As famílias tendem a ser forte onde o universalismo é fraco.
Os membros da família apreciam suas relações, sendo mais motivados pelo louvor e apreciação do que pelo dinheiro. O modelo familiar dá baixa prioridade à eficiência, porém dá alta prioridade à eficácia.
Pode-se citar como características comuns das empresas familiares a falta de planejamento financeiro e controle de custos, a resistência à modernização do Marketing ou implementação de novas tecnologias. O comando e o sistema de decisão costumam ser único e centralizado, permitindo reações rápidas em situação de emergência. Existe um alto grau de lealdade e dedicação da parte dos funcionários, sendo esta geralmente recompensada, visto que em uma empresa familiar existe um preocupação maior com o indivíduo em comparação às empresas de maior porte.

## Histórico
Historicamente, houve divergências entre os pesquisadores quanto à definição de cultura organizacional. Edgar Schein, um dos principais pesquisadores neste campo, definiu “cultura organizacional” compreendendo uma série de características, incluindo um "padrão de suposições básicas" compartilhadas, que os membros do grupo adquirem ao longo do tempo à medida que aprendem a lidar com sucesso de problemas relevantes e questões organizacionais internas e externas.  Elliott Jaques introduziu pela primeira vez o conceito de cultura no contexto organizacional em seu livro de 1951, “The Changing Culture of a Factory”. O livro era um relatório publicado de "um estudo de caso de desenvolvimentos na vida social de uma comunidade industrial entre abril de 1948 e novembro de 1950".  O "caso" tratava de uma empresa britânica de capital aberto envolvida principalmente na fabricação, venda e manutenção de rolamentos de metal. O estudo preocupou-se com a descrição, análise e desenvolvimento de comportamentos de grupos empresariais.
Ravasi e Schultz (2006) caracterizam a cultura organizacional como um conjunto de pressupostos compartilhados que orientam os comportamentos.  É também o padrão de tais comportamentos e pressupostos coletivos que são ensinados aos novos membros da organização como uma forma de perceber e, até mesmo, pensar e sentir.  Assim, a cultura organizacional afeta a forma como as pessoas e os grupos interagem entre si, com os clientes e com as partes interessadas . Além disso, a cultura organizacional pode afetar o quanto os funcionários se identificam com uma organização.
Schein (1992), Deal e Kennedy (2000), e Kotter (1992) avançaram a ideia de que as organizações muitas vezes têm culturas muito diferentes, bem como subculturas.  Embora uma empresa possa ter sua "própria cultura única", em organizações maiores às vezes existem subculturas coexistentes ou conflitantes porque cada subcultura está vinculada a uma equipe de gerenciamento diferente.  Flamholtz e Randle (2011) sugerem que se pode ver a cultura organizacional como “personalidade corporativa”.  Eles a definem como consistindo de valores, crenças e normas que influenciam o comportamento das pessoas como membros de uma organização.
A cultura organizacional influencia a forma como as pessoas interagem, o contexto em que o conhecimento é criado, a resistência que terão a certas mudanças e, finalmente, a maneira como compartilham (ou não compartilham) conhecimento. Segundo Ravasi e Schultz (2006) e Allaire e Firsirotu (1984), a cultura organizacional representa os valores, crenças e princípios coletivos dos membros organizacionais.  Também pode ser influenciado por fatores como histórico, tipo de produto, mercado, tecnologia, estratégia, tipo de funcionários, estilo de gestão e cultura nacional. A cultura inclui a visão da organização , valores, normas, sistemas, símbolos, linguagem, pressupostos, ambiente, localização, crenças e hábitos.

## Origens
Segundo Jaques, "a cultura da fábrica é o seu modo costumeiro e tradicional de pensar e fazer as coisas, que é partilhado em maior ou menor grau por todos os seus membros, e que os novos membros devem aprender e aceitar, pelo menos parcialmente, para serem aceitos na empresa..."  Em termos simples, na medida em que as pessoas podem compartilhar desejos, vontades e aspirações comuns, elas podem se comprometer a trabalhar em conjunto. Sagiv (2011) e Dwyer (1997) observaram que é uma questão de poder se importar com as mesmas coisas, e isso se aplica a nações, bem como a associações e organizações dentro das nações.
Elaborando sobre o trabalho em “The Changing Culture of a Factory”, Jaques disse: “Aqui está uma lista de direitos valiosos que podem atingir o coração das pessoas e obter deles seu pleno compromisso. Juntos, eles formam um credo organizacional.” Esse conceito de organização necessária estabeleceu uma lista de direitos valorizados ou valores organizacionais que podem obter das pessoas seu compromisso total.  Juntos, eles formam uma cultura ou credo organizacional:
Esses valores gerais são refletidos em uma valorização específica de:
- Trabalhe para todos em um nível consistente com seu nível de capacidade potencial, valores e interesses.
- Oportunidade para todos progredirem à medida que sua capacidade potencial amadurece, dentro das oportunidades disponíveis na organização.
- Tratamento honesto e justo para todos, incluindo remuneração justa com base em diferenças salariais equitativas por nível de trabalho e reconhecimento de mérito relacionado à avaliação de eficácia pessoal.
- Interação de liderança entre gerentes e subordinados, incluindo contexto compartilhado, avaliação de eficácia pessoal, feedback e reconhecimento e coaching.
- Articulação clara de responsabilidade e autoridade para gerar confiança em todas as relações de trabalho.
- Articulação da visão organizacional de longo prazo através da comunicação direta do topo.
- Oportunidade para todos, individualmente ou por meio de representantes, participarem do desenvolvimento de políticas.

O papel da liderança gerencial em todos os níveis é o meio de tornar esses valores organizacionais operacionalmente reais.

## Uso
Cultura organizacional refere-se à cultura em qualquer tipo de organização, incluindo escolas, universidades, instituições sem fins lucrativos, agências governamentais ou entidades empresariais. Nos negócios, termos como cultura corporativa e cultura da empresa são frequentemente usados para se referir a um conceito semelhante. O termo cultura corporativa tornou-se amplamente conhecido no mundo dos negócios no final dos anos 1980 e início dos anos 1990.  A cultura corporativa já era usada por gerentes, sociólogos e teóricos organizacionais no início dos anos 80.  A ideia relacionada ao clima organizacional surgiu nas décadas de 1960 e 1970, e os termos agora estão um pouco sobrepostos,  já que o clima é um aspecto da cultura que se concentra principalmente nos comportamentos incentivados pela organização.
Smircich (1983) categorizou duas abordagens principais para estudar a cultura organizacional: uma variável e um processo (metáfora da raiz).  A primeira pode ser uma variável externa ou interna, incluindo valores, normas, rituais, estruturas, princípios, suposições, crenças, etc. (Driskill e Brenton, 2019),  o que também é considerado difícil de ser definido principalmente entre diferentes culturas nacionais. No entanto, de acordo com Harris e Moran (2000), se definido, fornece uma compreensão de como influencia a produtividade, o desempenho, a inovação, etc., e fornece a chave para vencer a concorrência. Assim, pode-se compreender a importância de entender como a cultura nacional influencia a cultura corporativa e é fundamental para analisar a singularidade de uma organização e seu desempenho. Por outro lado, a metáfora da raiz sugere que organização é cultura, e ambos os termos são intercambiáveis. A cultura descreve a característica de um ambiente em vez de explicar um elemento que ele possui. Driskill e Brenton (2019) esclareceram que a cultura pode ser pesquisada como cognição compartilhada, sistemas de símbolos compartilhados e como expressão de processos inconscientes. Keyton (2011, em Littlejohn et al., 2010) observou que cada organização tem seus próprios valores, padrões, significados e compreensões que são exclusivos de outras organizações que influenciam o comportamento e as atividades de comunicação dos funcionários.
Se a cultura organizacional é vista como algo que caracteriza uma organização, ela pode ser manipulada e alterada dependendo da liderança e dos membros.  A cultura como metáfora raiz vê a organização como sua cultura, criada por meio de comunicação e símbolos, ou metáforas concorrentes. A cultura é básica, com a experiência pessoal produzindo uma variedade de perspectivas.
A perspectiva da comunicação organizacional sobre a cultura vê a cultura de três maneiras diferentes:
- Tradicionalismo: vê a cultura através de coisas objetivas, como histórias, rituais e símbolos.
- Interpretativismo: vê a cultura através de uma rede de significados compartilhados (membros da organização compartilhando significados subjetivos).
- Interpretativismo crítico: vê a cultura através de uma rede de significados compartilhados, bem como as lutas de poder criadas por uma rede semelhante de significados concorrentes.

O executivo de negócios Bernard L. Rosauer (2013) define a cultura organizacional como uma emergência – um estado incalculável extremamente complexo que resulta da combinação de alguns ingredientes. Em "Three Bell Curves: Business Culture Decoded",  Rosauer descreve os três ingredientes gerenciáveis que guiam a cultura empresarial:
1. funcionário (foco no engajamento)
2. o trabalho (foco na eliminação de desperdícios aumentando o valor)
3. o cliente (foco na probabilidade de referência)

Rosauer escreve que a metodologia Three Bell Curves visa aproximar a liderança, seus funcionários, o trabalho e o cliente para foco sem distração, levando a uma melhoria na cultura e na marca.  Ele afirma: "Se uma metodologia não for memorável, ela não será usada. A Metodologia das Três Curvas de Sino é simples (de lembrar), mas a execução requer forte liderança e diligência. A cultura pode ser guiada pelo gerenciamento dos ingredientes." Confiança nas pesquisas e descobertas da Sirota Survey Intelligence,  que vem coletando dados de funcionários em todo o mundo desde 1972, o Lean Enterprise Institute,  Cambridge, MA, e Fred Reichheld/Bain/Satmetrix têm pesquisado sobre o Net Promoter Score. O Net Promoter Score (NPS) é definido de acordo com Reichheld (2003) como “uma métrica de pesquisa de mercado amplamente usada que normalmente assume a forma de uma única pergunta de pesquisa pedindo aos entrevistados que classifiquem a probabilidade de recomendar uma empresa, produto ou serviço a um amigo ou colega”. Colvin (2020), por outro lado, elaborou a razão por trás da popularidade deste modelo devido ao seu método de uso simples e transparente.
O pesquisador ucraniano Oleksandr Babych em sua dissertação formulou a seguinte definição: A cultura corporativa é um certo pano de fundo da atividade da organização, que contribui para o fortalecimento do vetor de eficácia dependendo do grau de controlabilidade dos valores conscientes da organização, que é especialmente evidente em mudanças dinâmicas na estrutura ou tipo de atividade. Esse pano de fundo inclui um conjunto de crenças básicas coletivas dos participantes da organização (Babych, 2005).

## Tipologia de tipos culturais
Tipologia refere-se ao "estudo, análise ou classificação com base em tipos ou categorias".  Cultura organizacional e clima podem ser erroneamente usados de forma intercambiável. A cultura organizacional tem sido descrita como os ideais, a visão e a missão de uma organização, enquanto o clima é melhor definido como o significado compartilhado dos funcionários em relação às políticas e procedimentos da empresa e sistemas de recompensa/consequência.  Muitos fatores, desde representações de força relativa a questões políticas e nacionais, podem contribuir para o tipo ou tipos de cultura que podem ser observados em organizações e instituições de todos os tamanhos. Abaixo estão exemplos de tipos de cultura organizacional.

### Tipologia forte e fraca da cultura organizacional
Existem dois tipos de culturas, fortes e fracas. Uma cultura forte caracteriza-se por reforçar ferramentas como cerimônias e políticas para assegurar a instilação e disseminação das suas normas e valores (Madu, 2012),  com foco e orientação para os seus colaboradores e o seu desempenho, e a conformidade do grupo (Ahmad, 2012). Além disso, concentra-se na pressão construtiva e de alto desempenho. Tais ações influenciam fortemente o comportamento dos funcionários e seu propósito comum e, segundo Karlsen (2011), são descritas como uma cultura de sucesso.
Flamholtz e Randle afirmam que: "Uma cultura forte é aquela que as pessoas entendem claramente e podem articular. Uma cultura fraca é aquela que os funcionários têm dificuldade em definir, entender ou explicar."  Diz-se que existe uma cultura forte onde a equipe responde ao estímulo por causa de seu alinhamento com os valores organizacionais. Nesses ambientes, culturas fortes ajudam as empresas a operar como máquinas bem lubrificadas, engajadas em execução excelente com apenas pequenos ajustes nos procedimentos existentes, conforme necessário.
Por outro lado, há uma cultura fraca onde há pouco alinhamento com os valores organizacionais, e o controle deve ser exercido por meio de extensos procedimentos e burocracia.
A pesquisa de Büschgens et al. (2013) e Farkas (2013) mostram  que as organizações que promovem culturas fortes têm valores claros que dão aos funcionários uma razão para abraçar a cultura. Chatman e Jehn (1994) e Oliva e Kallenberg (2003) observaram que uma cultura "forte" pode ser especialmente benéfica para as empresas que operam no setor de serviços, uma vez que os membros dessas organizações são responsáveis pela prestação do serviço e pelas avaliações que os constituintes importantes fazem sobre as empresas.  As organizações podem obter os seguintes benefícios do desenvolvimento de culturas fortes e produtivas:
- Melhor alinhamento da empresa para alcançar sua visão, missão e objetivos.
- Alta motivação e lealdade dos funcionários.
- Aumento da coesão da equipe entre os vários departamentos e divisões da empresa.
- Promover a consistência e incentivar a coordenação e o controle dentro da empresa.
- Moldar o comportamento dos funcionários no trabalho, permitindo que a organização seja mais eficiente.

Irving Janis definiu o pensamento de grupo como "um modo de pensar no qual as pessoas engajam quando estão profundamente envolvidas em um grupo coeso, quando os esforços dos membros pela unanimidade superam sua motivação para avaliar realisticamente cursos de ação alternativos".  Este é um estado em que, mesmo que os membros do grupo tenham ideias diferentes, eles não desafiam o pensamento organizacional. Como resultado, o pensamento inovador é sufocado. O pensamento de grupo pode levar à falta de criatividade e decisões tomadas sem avaliação crítica.  Hogg (2001) e Deanne et al. (2013) esclareceram que o pensamento em grupo pode ocorrer, por exemplo, quando os membros do grupo confiam fortemente em uma figura carismática central na organização ou onde há uma grande crença nos valores da organização. O pensamento de grupo também pode ocorrer em grupos caracterizados por um clima amigável propício para evitar conflitos.

### Saudável
As organizações devem buscar o que é considerado uma cultura organizacional “saudável”, a fim de aumentar a produtividade, o crescimento, a eficiência e reduzir o comportamento contraproducente e a rotatividade de funcionários. Uma variedade de características descreve uma cultura saudável, incluindo:
- Aceitação e valorização da diversidade.
- Respeito pelo tratamento justo de cada funcionário, bem como respeito pela contribuição de cada funcionário para a empresa.
- Orgulho e entusiasmo dos funcionários pela organização e pelo trabalho realizado.
- Igualdade de oportunidades para cada funcionário realizar todo o seu potencial dentro da empresa.
- Comunicação forte com todos os funcionários sobre políticas e questões da empresa.
- Líderes fortes na empresa com um forte senso de direção e propósito.
- Capacidade de competir em inovação da indústria e atendimento ao cliente, bem como preço.
- Taxas de rotatividade abaixo da média (perpetuadas por uma cultura saudável).
- Investimento em aprendizado, treinamento e conhecimento dos funcionários.

Além disso, as culturas orientadas para o desempenho demonstraram possuir um crescimento financeiro estatisticamente melhor. Tais culturas possuem alto envolvimento dos funcionários, forte comunicação interna e aceitação e incentivo de um nível saudável de tomada de risco para alcançar a inovação. Além disso, as culturas organizacionais que enfatizam explicitamente os fatores relacionados às demandas impostas pela tecnologia e pelo crescimento do setor terão melhor desempenho em seus setores.
De acordo com Kotter e Heskett (1992),  organizações com culturas adaptativas têm um desempenho muito melhor do que organizações com culturas não adaptativas. Uma cultura adaptativa se traduz em sucesso organizacional; caracteriza-se por gerentes que prestam muita atenção a todos os seus públicos, especialmente clientes, iniciando mudanças quando necessário e assumindo riscos. Uma cultura não adaptativa pode reduzir significativamente a eficácia de uma empresa, impedindo-a de buscar todas as suas opções competitivas/operacionais.
Empresas saudáveis são capazes de lidar com as preocupações dos funcionários sobre o bem-estar da organização internamente, antes mesmo que os funcionários sintam que precisam levantar as questões externamente. É por isso que a denúncia de irregularidades, principalmente quando resulta em sérios danos à reputação de uma empresa, é frequentemente considerada um sinal de uma cultura corporativa cronicamente disfuncional.  Outro conceito relevante é a noção de "funcionalidade cultural". Especificamente, algumas organizações têm culturas "funcionais", enquanto outras têm culturas "disfuncionais". Uma cultura "funcional" é uma cultura positiva que contribui para o desempenho e o sucesso de uma organização. Uma cultura "disfuncional" é aquela que dificulta ou afeta negativamente o desempenho e o sucesso de uma organização.

### Tipos de gestão de comunicação
Existem muitos tipos diferentes de comunicação que contribuem para a criação de uma cultura organizacional:
- Metáforas como comparar uma organização a uma máquina ou a uma família revelam os significados compartilhados dos funcionários sobre as experiências na organização.
- As histórias podem fornecer exemplos para os funcionários de como agir ou não em determinadas situações.
- Ritos e cerimônias combinam histórias, metáforas e símbolos em um. Vários tipos diferentes de ritos afetam a cultura organizacional:
  - Ritos de passagem : os funcionários passam para novas funções.
  - Ritos de degradação: os funcionários têm o poder tirado deles.
  - Ritos de aprimoramento: reconhecimento público pelas realizações de um funcionário.
  - Ritos de renovação: melhorar as estruturas sociais existentes.
  - Ritos de redução de conflitos: resolver discussões entre certos membros ou grupos.
  - Ritos de integração: despertar sentimentos de pertencimento na organização.
- Comentários reflexivos são explicações, justificativas e críticas de nossas próprias ações. Isso inclui:
  - Planos: comentários sobre ações previstas.
  - Comentários: comentários sobre a ação no presente.
  - Contas: comentários sobre uma ação ou evento que já ocorreu.

Tais comentários revelam significados interpretativos mantidos pelo falante, bem como as regras sociais que seguem.
- Temas de fantasia são interpretações criativas comuns de eventos que refletem crenças, valores e objetivos da organização. Eles levam a visões retóricas, ou visões da organização e seu ambiente mantidas pelos membros da organização.[64]

### Tipo de cultura de bullying
O bullying é visto como predominante em organizações onde funcionários e gerentes sentem que têm o apoio, ou pelo menos implicitamente a bênção, dos gerentes seniores para continuar seu comportamento abusivo e de bullying. Além disso, os novos gerentes rapidamente passarão a ver essa forma de comportamento como aceitável e normal se virem os outros se safarem e forem até recompensados por isso.
Quando o bullying acontece nos níveis mais altos, os efeitos podem ser de longo alcance. O fato de as pessoas poderem sofrer bullying independentemente de seu status ou posição organizacional, incluindo gerentes seniores, indica a possibilidade de um efeito cascata negativo, onde o bullying pode cair em cascata, pois os supervisores visados podem descarregar sua própria agressão em seus subordinados. Em tais situações, um cenário de bullying na sala de reuniões pode realmente ameaçar a produtividade de toda a organização.

### Cultura pessoal
A cultura organizacional é ensinada à pessoa como a cultura é ensinada por seus pais, mudando e moldando sua cultura pessoal.  De fato, os funcionários e as pessoas que se candidatam a um emprego são aconselhados a adequar sua "personalidade à cultura de uma empresa" e se adequar a ela.  Alguns pesquisadores até sugeriram e fizeram estudos de caso sobre mudanças de personalidade.

### Tipo de cultura nacional
A cultura corporativa é usada para controlar, coordenar e integrar as subsidiárias da empresa.  No entanto, existem diferenças nas culturas nacionais que contribuem para diferenças nas opiniões sobre a gestão. As diferenças entre as culturas nacionais são valores profundamente enraizados nas respectivas culturas, e esses valores culturais podem moldar como as pessoas esperam que as empresas sejam administradas e como devem ser as relações entre líderes e seguidores, resultando em diferenças de expectativas entre o empregador e o empregado. (Geert Hofstede, 1991) Talvez igualmente fundamental, observar as grandes diferenças nas leis nacionais de direitos autorais (e tributação, etc.) sugere diferenças profundamente enraizadas nas atitudes e suposições culturais sobre direitos de propriedade e, às vezes, sobre a função raiz desejada, local ou propósito das corporações em relação à população.

### Multiplicidade
Xibao Zhang (2009) realizou um estudo empírico da emergência da cultura no contexto de gestão intercultural e internacional sino-ocidental (SW-ICCM) na China. Os dados de campo foram coletados por meio de entrevistas com expatriados ocidentais e profissionais chineses que trabalham nesse contexto, complementados por observação não participante e dados documentais. Os dados foram então analisados objetivamente para formular teorias substantivas temáticas e uma teoria formal.
A principal descoberta deste estudo é que a cognição humana contém três componentes, ou três tipos amplos de "regras culturais de comportamento",  Valores, Expectativas e Regras, e cada uma tem uma relação mutuamente condicionante com o comportamento. Os três componentes cognitivos são diferentes em termos de alcance e duração de sua formação mútua de comportamento. 
Os valores são regras de comportamento universais e duradouras; as expectativas, por outro lado, são regras comportamentais específicas do contexto; enquanto as regras são regras improvisadas de comportamento que a mente humana cria de acordo com uma ocasião particular. Além disso, eles não precisam ser consistentes, e frequentemente não são, entre si. Metaforicamente, eles podem ser comparados a um trem de vários vagões, que permite os movimentos laterais relativos de carruagens individuais para acomodar solavancos e curvas nos trilhos. Na verdade, eles fornecem um "mecanismo de absorção de choque", por assim dizer, que permite que indivíduos em contextos diversos lidem com conflitos de práticas e valores culturais, além de que se acomodem e se adaptem a contextos culturais onde pessoas de diferentes culturas nacionais trabalham juntos por um longo tempo. Ele também fornece uma estrutura poderosa que explica como as interações de indivíduos em contextos diversos dão origem a práticas culturais híbridas emergentes caracterizadas tanto pela estabilidade quanto pela mudança.
Uma importante contribuição teórica dessa perspectiva de "trem de vários vagões" é a permissão para a existência de inconsistências entre os três componentes cognitivos em seu condicionamento mútuo de comportamento. Essa visão de inconsistência interna contrasta fortemente com a suposição tradicional de consistência interna sustentada explicitamente ou tacitamente por muitos estudiosos da cultura. A outra grande contribuição teórica, que decorre logicamente da primeira, é ver a cultura como uma entidade abrangente que é feita de uma multiplicidade de valores, expectativas e regras. Essa noção de uma cultura múltipla para uma organização leva à classificação da cultura ao longo de seu caminho de emergência em tipos nascentes, adolescentes e maduros, cada um dos quais é distinto em termos do padrão dos três componentes cognitivos e de comportamento.

## Efeitos
Pesquisas sugerem que vários resultados têm sido associados direta ou indiretamente com a cultura organizacional. Uma cultura organizacional saudável e robusta pode fornecer vários benefícios, incluindo o seguinte:
- Vantagem competitiva derivada da inovação e do atendimento ao cliente.
- Desempenho consistente e eficiente dos funcionários.
- Coesão da equipe.
- Alta moral dos funcionários.
- Forte alinhamento da empresa para a realização de metas.

Embora existam poucas pesquisas empíricas para apoiar a ligação entre cultura organizacional e desempenho organizacional, há pouca dúvida entre os especialistas de que essa relação existe. A cultura organizacional pode ser um fator de sobrevivência ou fracasso de uma organização – embora isso seja difícil de provar, pois as análises longitudinais necessárias são dificilmente viáveis. O desempenho superior sustentado de empresas como IBM, Hewlett-Packard, Procter & Gamble e McDonald's pode ser, pelo menos em parte, um reflexo de suas culturas organizacionais.
Um estudo de 2003 da Harvard Business School relatou que a cultura tem um efeito significativo no desempenho econômico de longo prazo de uma organização. O estudo examinou as práticas de gestão em 160 organizações ao longo de dez anos e descobriu que a cultura pode melhorar o desempenho ou ser prejudicial ao desempenho. Organizações com fortes culturas orientadas para o desempenho testemunharam um crescimento financeiro muito melhor. Além disso, um estudo do Conselho de Liderança Corporativa de 2002 descobriu que traços culturais como assumir riscos, comunicação interna e flexibilidade são alguns dos mais importantes impulsionadores do desempenho e podem afetar o desempenho individual. Além disso, inovação, produtividade por meio de pessoas e outros fatores culturais citados por Peters e Waterman (1982) também têm consequências econômicas positivas.
Denison, Haaland e Goelzer (2004) constataram que a cultura contribui para o sucesso da organização, mas nem todas as dimensões contribuem da mesma forma. Constatou-se que os efeitos dessas dimensões diferem por regiões globais, o que sugere que a cultura organizacional é afetada pela cultura nacional. Além disso, Clarke (2006) descobriu que um clima de segurança está relacionado ao registro de segurança de uma organização.
A cultura organizacional se reflete na forma como as pessoas realizam tarefas, estabelecem objetivos e administram os recursos necessários para atingir os objetivos. A cultura afeta a maneira como os indivíduos tomam decisões, sentem e agem em resposta às oportunidades e ameaças que afetam a organização.
Adkins e Caldwell (2004) descobriram que a satisfação no trabalho estava positivamente associada ao grau em que os funcionários se encaixavam na cultura geral e na subcultura em que trabalhavam. Uma incompatibilidade percebida entre a cultura da organização e o que os funcionários achavam que a cultura deveria ser está relacionada a uma série de consequências negativas, incluindo menor satisfação no trabalho, maior tensão no trabalho, estresse geral e intenção de rotatividade .
Foi proposto que a cultura organizacional pode afetar o nível de criatividade dos funcionários, a força da motivação dos funcionários e o relato de comportamento antiético, mas são necessárias mais pesquisas para apoiar essas conclusões.
A cultura organizacional também afeta o recrutamento e a retenção. Os indivíduos tendem a ser atraídos e permanecem engajados em organizações que consideram compatíveis. Além disso, a alta rotatividade pode ser um fator mediador na relação entre cultura e desempenho organizacional. A deterioração do desempenho da empresa e um ambiente de trabalho insalubre são sinais de uma avaliação cultural atrasada.
Além disso, a cultura organizacional também tem efeito no compartilhamento do conhecimento. O sucesso na transferência de conhecimento é altamente dependente de uma cultura organizacional que promova, adote e utilize processos de transferência de conhecimento. Além disso, estudos em organizações de transporte (por exemplo, organizações de ônibus) mostraram que a cultura organizacional tem efeito sobre acidentes de trânsito.

## Mudanças
Quando uma organização não possui uma cultura saudável ou requer algum tipo de mudança de cultura organizacional, o processo de mudança pode ser assustador. A cultura organizacional pode dificultar novos esforços de mudança, especialmente quando os funcionários conhecem suas expectativas e os papéis que devem desempenhar na organização. Isso é corroborado por Mar (2016:1) que argumenta que 70% de todos os esforços de mudança falham por causa da cultura dos funcionários de uma organização. Uma das principais razões pelas quais essa mudança é difícil é que as culturas organizacionais e as estruturas organizacionais nas quais estão inseridas geralmente refletem a "marca" de períodos anteriores de maneira persistente e exibem níveis notáveis de inércia. A mudança de cultura pode ser necessária para reduzir a rotatividade de funcionários, influenciar o comportamento dos funcionários, fazer melhorias na empresa, reorientar os objetivos da empresa e/ou redimensionar a organização, fornecer melhor atendimento ao cliente e/ou atingir metas e resultados específicos da empresa. A mudança de cultura é afetada por vários elementos, incluindo o ambiente externo e os concorrentes do setor, mudanças nos padrões do setor, mudanças na tecnologia, tamanho e natureza da força de trabalho e histórico e gerenciamento da organização.
Existem várias metodologias especificamente dedicadas à mudança da cultura organizacional, como a Quinta Disciplina de Peter Senge. Há também uma variedade de abordagens psicológicas que foram desenvolvidas em um sistema para resultados específicos, como a "organização de aprendizagem" da Quinta Disciplina ou a "evolução da cultura corporativa" da Comunicação Diretiva. Ideias e estratégias, por outro lado, parecem variar de acordo com influências particulares que afetam a cultura.
Burman e Evans (2008) argumentam que é a liderança que afeta a cultura e não a gestão, e descrevem a diferença. Quando se quer mudar um aspecto da cultura de uma organização é preciso ter em consideração que se trata de um projeto de longo prazo. A cultura corporativa é algo muito difícil de mudar e os funcionários precisam de tempo para se acostumar com a nova forma de organização. Para empresas com uma cultura muito forte e específica, será ainda mais difícil mudar.
Antes de uma iniciativa de mudança cultural, é necessária uma avaliação das necessidades para identificar e compreender a cultura organizacional atual. Isso pode ser feito por meio de pesquisas com funcionários, entrevistas, grupos focais, observação, pesquisas com clientes (quando apropriado) e outras pesquisas internas, para identificar ainda mais as áreas que exigem mudanças. A empresa deve então avaliar e identificar claramente a nova cultura desejada e, em seguida, projetar um processo de mudança.
Cummings & Worley (2004, p. 491 – 492) dão as seguintes seis diretrizes para a mudança cultural, essas mudanças estão de acordo com os oito estágios distintos mencionados por Kotter (1995, p. 2):
1. Formule uma visão estratégica clara (estágio 1, 2 e 3): Para tornar efetiva uma mudança cultural, é necessária uma visão clara da nova estratégia da empresa, valores e comportamentos compartilhados. Essa visão fornece a intenção e a direção para a mudança de cultura (Cummings & Worley, 2004, p. 490).
2. Mostrar o compromisso da alta administração (estágio 4): É muito importante ter em mente que a mudança de cultura deve ser gerenciada a partir do topo da organização, pois a vontade de mudar da alta administração é um indicador importante (Cummings & Worley, 2004, página 490). O topo da organização deve ser muito a favor da mudança para realmente implementar a mudança no resto da organização. De Caluwé & Vermaak (2004, p 9) fornecem uma estrutura com cinco maneiras diferentes de pensar a mudança.
3. Mudança de cultura modelo no nível mais alto (estágio 5): A fim de mostrar que a equipe de gestão é a favor da mudança, a mudança deve ser notável no início neste nível. O comportamento da administração precisa simbolizar os tipos de valores e comportamentos que devem ser realizados no resto da empresa. É importante que a gestão também mostre os pontos fortes da cultura atual; é preciso deixar claro que a cultura organizacional atual não necessita de mudanças radicais, mas apenas de alguns ajustes. (Veja mais: Deal & Kennedy, 1982;[10] Sathe, 1983; Schall; 1983; Weick, 1985; DiTomaso, 1987). Esse processo também pode incluir a criação de comitês, forças-tarefa de funcionários, gerentes de valor ou similares. Os agentes de mudança são fundamentais no processo e comunicadores-chave dos novos valores. Eles devem possuir coragem, flexibilidade, excelentes habilidades interpessoais, conhecimento da empresa e paciência. Como McCune (maio de 1999) coloca, esses indivíduos deveriam ser catalisadores, não ditadores.
4. O quarto passo é modificar a organização para apoiar a mudança organizacional. Isso inclui identificar quais sistemas, políticas, procedimentos e regras atuais precisam ser alterados para se alinhar aos novos valores e à cultura desejada. Isso pode incluir uma mudança nos sistemas de responsabilidade, remuneração, benefícios e estruturas de recompensa e programas de recrutamento e retenção para melhor alinhar com os novos valores e enviar uma mensagem clara aos funcionários de que o antigo sistema e a cultura ficaram no passado.
5. Selecione e socialize os recém-chegados e extermine os desviantes (estágio 7 e 8 de Kotter, 1995, p. 2): Uma maneira de implementar uma cultura é conectá-la à filiação organizacional, as pessoas podem ser selecionadas e demitidas em termos de seu ajuste com a nova cultura (Cummings & Worley, 2004, p. 491). Incentivar a motivação dos funcionários e a lealdade à empresa é fundamental e também resultará em uma cultura saudável. A empresa e os gerentes de mudança devem ser capazes de articular as conexões entre o comportamento desejado e como ele afetará e irá melhorar o sucesso da empresa, para incentivar ainda mais a adesão ao processo de mudança. O treinamento deve ser fornecido a todos os funcionários para entender os novos processos, expectativas e sistemas.
6. Desenvolver sensibilidade ética e legal. Mudanças na cultura podem levar a tensões entre interesses organizacionais e individuais, o que pode resultar em problemas éticos e legais para os profissionais. Isso é particularmente relevante para mudanças na integridade, controle, tratamento equitativo e segurança no trabalho dos funcionários (Cummings & Worley, 2004, p. 491). Também é benéfico, como parte do processo de mudança, incluir um processo de avaliação, realizado periodicamente para monitorar o progresso da mudança e identificar áreas que precisam de mais desenvolvimento. Esta etapa também irá identificar obstáculos à mudança, funcionários resistentes, e reconhecerá e recompensará a melhoria dos funcionários, o que incentivará a mudança e a evolução contínua. Também pode ser útil e necessário incorporar novos gerentes de mudança para atualizar o processo. Consultores externos também podem ser úteis para facilitar o processo de mudança e fornecer treinamento aos funcionários. A mudança de cultura nas organizações é muito importante e inevitável. A inovação cultural[74] está fadado a ser mais difícil do que a manutenção cultural porque implica introduzir algo novo e substancialmente diferente do que prevalece nas culturas existentes. As pessoas muitas vezes resistem às mudanças, portanto, é dever da administração convencer as pessoas de que o ganho provável superará as perdas. Além da institucionalização, a deificação é outro processo que tende a ocorrer em culturas organizacionais fortemente desenvolvidas. A própria organização pode vir a ser considerada preciosa em si mesma, uma fonte de orgulho e, em certo sentido, única. Os membros da organização começam a sentir um forte vínculo com ela, que transcende os retornos materiais, e começam a se identificar com ela. A organização se transforma em uma espécie de clã.

### Fusões e liderança cultural
Um dos maiores obstáculos no caminho da fusão de duas organizações é a cultura organizacional. Cada organização tem sua própria cultura única e, na maioria das vezes, quando reunidas, essas culturas se chocam. Quando as fusões falham, os funcionários apontam para questões como identidade, problemas de comunicação, problemas de recursos humanos, conflitos de ego e conflitos intergrupais, que se enquadram na categoria de "diferenças culturais".
Uma forma de combater tais dificuldades é por meio da liderança cultural. Os líderes organizacionais também devem ser líderes culturais e ajudar a facilitar a mudança das duas velhas culturas para uma nova cultura. Isso é feito por meio de inovação cultural seguida de manutenção cultural.
- A inovação cultural inclui:
  - Criar uma nova cultura, reconhecendo as diferenças culturais do passado e estabelecendo expectativas realistas para a mudança.
  - Mudar a cultura, enfraquecendo e substituindo as velhas culturas.
- A manutenção cultural inclui:
  - Integrar a nova cultura, reconciliando as diferenças entre as velhas culturas e a nova.
  - Incorporar a nova cultura, estabelecendo, afirmando e mantendo a nova cultura.

### Subculturas corporativas
A cultura corporativa é a soma total dos valores, costumes, tradições e significados que tornam uma empresa única. A cultura corporativa é muitas vezes chamada de "o caráter de uma organização", pois incorpora a visão dos fundadores da empresa. Os valores de uma cultura corporativa influenciam os padrões éticos dentro de uma corporação, bem como o comportamento gerencial.
A alta administração pode tentar determinar uma cultura corporativa. Eles podem querer impor valores corporativos e padrões de comportamento que reflitam especificamente os objetivos da organização. Além disso, também haverá uma cultura interna existente dentro da força de trabalho. Os grupos de trabalho dentro da organização têm suas próprias peculiaridades comportamentais e interações que, em certa medida, afetam todo o sistema. A tipologia de quatro culturas de Roger Harrison, adaptada por Charles Handy, sugere que, diferentemente da cultura organizacional, a cultura corporativa pode ser "importada". Por exemplo, técnicos de informática terão conhecimentos, linguagem e comportamentos adquiridos independentemente da organização, mas sua presença pode influenciar a cultura da organização como um todo.
Os autores Gerard Egan e William Tate falam de organizações que têm um "lado sombrio".  No trabalho de Egan sobre o "lado sombrio" das organizações, ele definiu o lado sombrio como “todas aquelas coisas que afetam de forma substancial e consistente a produtividade e a qualidade da vida profissional de uma empresa, para melhor ou para pior, mas que não são encontradas nos organogramas, nos manuais da empresa ou nas discussões que ocorrem em reuniões formais”.
Tate descreve o lado sombrio como os "aspectos muitas vezes desagradáveis, confusos, loucos e opacos da personalidade de uma organização".

### Aspectos Legais
A cultura corporativa pode ser legalmente considerada uma causa de lesões e um motivo para multar empresas nos EUA, por exemplo, quando o Departamento de Trabalho dos EUA , Administração de Segurança e Saúde de Minas, aplicou uma multa de mais de 10,8 milhões de dólares à Performance Coal Co. após o desastre da Upper Big Branch Mine em abril de 2010. Esta foi a maior multa na história desta agência do governo dos EUA.

## Pesquisas e Modelos
Vários métodos têm sido usados para classificar a cultura organizacional. Embora não exista um "tipo" único de cultura organizacional e as culturas organizacionais variem amplamente de uma organização para outra, existem semelhanças e alguns pesquisadores desenvolveram modelos para descrever diferentes indicadores de culturas organizacionais. Alguns são descritos abaixo:

### Hofstede
Hofstede (1991) definiu a cultura organizacional como "a programação coletiva da mente que distingue os membros entre uma organização e outra”.  Hofstede (1980) procurou diferenças entre mais de 160.000 colaboradores da IBM em 50 países e três regiões do mundo, na tentativa de encontrar aspectos da cultura que pudessem influenciar o comportamento empresarial. Ele sugeriu coisas sobre as diferenças culturais existentes em regiões e nações, além da importância da consciência internacional e do multiculturalismo para sua própria introspecção cultural. As diferenças culturais refletem diferenças de pensamento e ação social, e até mesmo em "programas mentais", um termo que Hofstede usa para comportamento previsível. Hofstede relaciona a cultura a grupos étnicos e regionais, mas também a organizações, grupos profissionais, familiares, sociais e subculturais, sistemas políticos nacionais e legislação, etc.
Hofstede sugere a necessidade de mudar "programas mentais" com mudança de comportamento primeiro, o que levará à mudança de valor. Embora certos grupos como judeus e ciganos tenham mantido sua identidade ao longo dos séculos, seus valores mostram adaptação ao ambiente cultural dominante.
Hofstede demonstrou que existem agrupamentos culturais nacionais e regionais que afetam o comportamento das organizações e identificou quatro dimensões da cultura (mais tarde cinco) em seu estudo das culturas nacionais:
- Distância do poder (Mauk Mulder, 1977) – Diferentes sociedades encontram diferentes soluções para a desigualdade social. Embora invisível, dentro das organizações a desigualdade de poder das "relações chefe-subordinado" é funcional e, segundo Hofstede, reflete a forma como a desigualdade é tratada na sociedade. "De acordo com a teoria da redução da distância de poder de Mulder, os subordinados tentarão reduzir a distância de poder entre eles e seus chefes e os chefes tentarão mantê-la ou ampliá-la", mas há também um grau em que a sociedade espera que haja diferenças nos níveis de poder. Uma pontuação alta sugere que há uma expectativa de que alguns indivíduos exerçam maior quantidade de poder do que outros. Uma pontuação baixa reflete a visão de que todas as pessoas devem ter direitos iguais.
- Evitar a incerteza é a maneira de lidar com a incerteza sobre o futuro. A sociedade lida com isso com a tecnologia, a lei e a religião (embora sociedades diferentes tenham maneiras diferentes de abordar o assunto), e de acordo com Hofstede as organizações lidam com isso com a tecnologia, a lei e os rituais, ou seja, de duas maneiras – racionais e não racionais, com rituais sendo o não-racional. Hofstede listou alguns dos rituais como os memorandos e relatórios, algumas partes do sistema contábil, grande parte dos sistemas de planejamento e controle e a nomeação de especialistas.
- Individualismo vs. coletivismo – desarmonia de interesses sobre objetivos pessoais e coletivos (Parsons e Shils, 1951). Hofstede levanta a ideia de que as expectativas da sociedade em relação ao Individualismo e Coletivismo serão refletidas pelo funcionário dentro da organização. As sociedades coletivistas terão mais dependência emocional dos membros de suas organizações; quando em equilíbrio espera-se que uma organização mostre responsabilidade para com os membros. O individualismo extremo é visto nos EUA. Na verdade, o coletivismo nos EUA é visto como "ruim". Outras culturas e sociedades, além dos EUA, procuram, portanto, resolver problemas sociais e organizacionais de maneiras diferentes das americanas. Hofstede diz que uma economia de mercado capitalista fomenta o individualismo e a competição, mas o individualismo também está relacionado ao desenvolvimento da classe média. Algumas pessoas e culturas podem ter tanto alto individualismo quanto alto coletivismo. Por exemplo, alguém que valoriza muito o dever para com seu grupo não dá necessariamente uma baixa prioridade à liberdade pessoal e à autossuficiência.
- Masculinidade versus feminilidade – reflete se uma determinada sociedade é predominantemente masculina ou feminina em termos de valores culturais, papéis de gênero e relações de poder.
- Orientação de longo prazo versus orientação de curto prazo,  que ele descreve como "a dimensão de orientação de longo prazo pode ser interpretada como lidando com a busca da virtude pela sociedade; sociedades com orientação de curto prazo geralmente têm uma forte preocupação em estabelecer a verdade absoluta. Eles são normativos em seu pensamento. Eles exibem grande respeito pelas tradições, uma propensão relativamente pequena a economizar para o futuro e um foco em alcançar resultados rápidos. Em sociedades com uma orientação de longo prazo, as pessoas acreditam que a verdade depende muito da situação, contexto e tempo. Eles mostram uma capacidade de adaptar as tradições às condições alteradas, uma forte propensão a economizar e investir, parcimônia e perseverança na obtenção de resultados."[81]

Essas dimensões referem-se ao efeito das culturas nacionais na gestão e podem ser usadas para adaptar as políticas às necessidades locais. Em um estudo de acompanhamento, outro modelo  é sugerido para a cultura organizacional. Soeters e Schreuder (1988) utilizaram as dimensões de Hofstede para estudar a interação entre as culturas nacional e organizacional em empresas de contabilidade.

### O'Reilly, Chatman e Caldwell
Dois modelos comuns e suas ferramentas de medição associadas foram desenvolvidos por O'Reilly et al. e Denison .
O'Reilly, Chatman & Caldwell (1991) desenvolveram um modelo baseado na crença de que as culturas podem ser diferenciadas por valores que são reforçados dentro das organizações. Seu Perfil Cultural Organizacional (OCP) é uma ferramenta de autorrelato que faz distinções em oito categorias – Inovação, Apoio, Estabilidade, Respeito pelas Pessoas, Orientação para Resultados, Atenção aos Detalhes, Orientação para a Equipe e Agressividade. O modelo também é adequado para medir como a cultura organizacional afeta o desempenho organizacional, pois mede as pessoas mais eficientes adequadas a uma organização e como tais organizações podem ser denominadas como tendo uma boa cultura organizacional. Takeda (2007) explicou que tal modelo pode medir tanto o ajuste pessoa-situação quanto o ajuste pessoa-cultura. Tais medições permitem entender o nível de compatibilidade entre funcionários e empresas (cultura). Os valores dos funcionários são medidos em relação aos valores organizacionais para prever as intenções de permanência e rotatividade dos funcionários.  Isso é feito por meio de um instrumento como o Perfil de Cultura Organizacional (OCP) para medir o comprometimento dos funcionários.

### Daniel Denison
O modelo de Daniel Denison (1990) afirma que a cultura organizacional pode ser descrita por quatro dimensões gerais – Missão, Adaptabilidade, Envolvimento e Consistência. Cada uma dessas dimensões gerais é descrita mais detalhadamente pelas três subdimensões:
- Missão – Direção Estratégica e Intenção, Metas e Objetivos e Visão;
- Adaptabilidade – Criando Mudanças, Foco no Cliente e Aprendizado Organizacional;
- Envolvimento – Capacitação, Orientação da Equipe e Desenvolvimento de Capacidades;
- Consistência - Valores Fundamentais, Acordo, Coordenação/Integração.

O modelo de Denison também permite que as culturas sejam descritas amplamente como focadas externa ou internamente, bem como flexíveis ou estáveis. O modelo tem sido tipicamente usado para diagnosticar problemas culturais nas organizações.

### Deal e Kennedy
Deal e Kennedy (1982)  definiram cultura organizacional como “a forma como as coisas são feitas por aqui.”
Deal e Kennedy criaram um modelo de cultura baseado em 4 tipos diferentes de organizações. Cada um deles se concentra na rapidez com que a organização recebe feedback, a forma como os membros são recompensados e o nível de riscos assumidos:
1. Cultura de trabalho duro e diversão: Tem feedback/recompensa rápidos e baixo risco, resultando em estresse proveniente da quantidade de trabalho em vez da incerteza. Ação de alta velocidade levando a recreação de alta velocidade. Exemplos: Restaurantes e empresas de software.
2. Cultura machista durão: Tem feedback/recompensa rápidos e alto risco, resultando em estresse proveniente de alto risco e potencial perda/ganho de recompensa. Concentra-se no presente e não no futuro de longo prazo. Exemplos: polícia, cirurgiões e esportistas.
3. Cultura de processo: Tem feedback/recompensa lentos e baixo risco, resultando em baixo estresse, trabalho lento, conforto e segurança. Estresse que vem da política interna e da estupidez do sistema. Desenvolvimento de burocracias e outras formas de manter o status quo. Foco na segurança do passado e do futuro. Exemplos: bancos e seguradoras.
4. Cultura de aposta na empresa: Tem feedback/recompensa lentos e alto risco, resultando em estresse proveniente de alto risco e atraso antes de saber se as ações valeram a pena. A visão de longo prazo é tomada, mas muito trabalho é feito para garantir que as coisas aconteçam conforme o planejado. Exemplos: fabricantes de aeronaves e companhias petrolíferas.

### Edgar Schein
De acordo com Schein (1992), a cultura é o atributo organizacional mais difícil de mudar, superando os produtos organizacionais, serviços, fundadores e liderança e todos os outros atributos físicos da organização. Seu modelo organizacional ilumina a cultura do ponto de vista do observador, descrito em três níveis: artefatos, valores adotados e pressupostos básicos subjacentes.
No primeiro e mais superficial nível do modelo de Schein estão os atributos organizacionais que podem ser vistos, sentidos e ouvidos pelo observador não iniciado – coletivamente conhecidos como artefatos . Estão incluídos as instalações, escritórios, móveis, prêmios e reconhecimentos visíveis, a maneira como seus membros se vestem, como cada pessoa interage visivelmente entre si e com pessoas de fora da organização, e até mesmo slogans da empresa, declarações de missão e outros credos operacionais.
Os artefatos compreendem os componentes físicos da organização que transmitem significado cultural. Daniel Denison (1990) descreve os artefatos como os aspectos tangíveis da cultura compartilhados pelos membros de uma organização. Artefatos verbais, comportamentais e físicos são as manifestações superficiais da cultura organizacional.
Os rituais, o comportamento e os valores interpessoais coletivos demonstrados por esse comportamento, constituem o tecido da cultura de uma organização. O conteúdo de mitos, histórias e sagas revelam a história de uma organização e influenciam a forma como as pessoas entendem o que sua organização valoriza e acredita. Linguagem, histórias e mitos são exemplos de artefatos verbais e são representados em rituais e cerimônias. Tecnologia e arte exibidas por membros de uma organização são exemplos de artefatos físicos.
O próximo nível lida com a cultura professada pelos membros de uma organização – os valores. Os valores compartilhados são as preferências dos indivíduos em relação a certos aspectos da cultura da organização (por exemplo, lealdade e atendimento ao cliente). Nesse nível, os valores locais e pessoais são amplamente expressos dentro da organização. Crenças e suposições básicas incluem as impressões dos indivíduos sobre a confiabilidade e o apoio de uma organização, e muitas vezes estão profundamente arraigadas na cultura da organização. O comportamento organizacional neste nível geralmente pode ser estudado entrevistando os membros da organização e usando questionários para coletar atitudes sobre os membros da organização.
No terceiro e mais profundo nível encontram-se os pressupostos tácitos da organização. Esses são os elementos da cultura que não são vistos e não identificados cognitivamente nas interações cotidianas entre os membros da organização. Além disso, esses são os elementos da cultura que muitas vezes são tabu para discutir dentro da organização. Muitas dessas 'regras não ditas' existem sem o conhecimento consciente dos membros. Aqueles com experiência suficiente para entender esse nível mais profundo da cultura organizacional costumam se acostumar com seus atributos ao longo do tempo, reforçando assim a invisibilidade de sua existência. Pesquisas e entrevistas casuais com membros da organização não podem extrair esses atributos - em vez disso, são necessários meios muito mais aprofundados para primeiro identificar e depois entender a cultura organizacional nesse nível. Notavelmente, a cultura neste nível é o elemento subjacente e impulsionador muitas vezes esquecido pelos behavioristas organizacionais.
Usando o modelo de Schein, a compreensão de comportamentos organizacionais paradoxais torna-se mais aparente. Por exemplo, uma organização pode adotar padrões altamente estéticos e morais no segundo nível do modelo de Schein, ao mesmo tempo em que exibe um comportamento curiosamente oposto no terceiro e mais profundo nível de cultura. Superficialmente, as recompensas organizacionais podem implicar uma norma organizacional, mas no nível mais profundo implicam algo completamente diferente. Esse insight oferece uma compreensão da dificuldade que os recém-chegados organizacionais têm em assimilar a cultura organizacional e por que leva tempo para se acostumar. Também explica por que os agentes de mudança organizacional geralmente não atingem seus objetivos: as normas culturais tácitas subjacentes geralmente não são compreendidas antes que os agentes de mudança em potencial comecem suas ações.
De acordo com Schein (1992),  as duas principais razões pelas quais as culturas se desenvolvem nas organizações são devido à adaptação externa e integração interna. A adaptação externa reflete uma abordagem evolucionária da cultura organizacional e sugere que as culturas se desenvolvem e persistem porque ajudam uma organização a sobreviver e florescer. Se a cultura é valiosa, então ela tem potencial para gerar vantagens competitivas sustentadas. Além disso, a integração interna é uma função importante, uma vez que as estruturas sociais são necessárias para que as organizações existam. As práticas organizacionais são aprendidas através da socialização no local de trabalho. Os ambientes de trabalho reforçam a cultura diariamente, incentivando os funcionários a exercerem os valores culturais. A cultura organizacional é moldada por vários fatores, incluindo o seguinte:
- Ambiente externo;
- Indústria;
- Tamanho e natureza da força de trabalho da organização;
- Tecnologias que a organização usa;
- A história e a propriedade da organização.[86]

### Gerry Johnson
Gerry Johnson (1988) descreveu uma teia cultural, identificando uma série de elementos que podem ser usados para descrever ou influenciar a cultura organizacional:
- O paradigma: Sobre o que é a organização, o que ela faz, sua missão, seus valores.
- Sistemas de controle: Os processos em vigor para monitorar o que está acontecendo. As culturas de papéis teriam vastos livros de regras. Haveria mais dependência do individualismo em uma cultura de poder.
- Estruturas organizacionais: Linhas de relatórios, hierarquias e a forma como o trabalho flui através do negócio.
- Estruturas de poder: Quem toma as decisões, quão amplamente espalhado é o poder e em que se baseia o poder?
- Símbolos: incluem logotipos e designs organizacionais, mas também se estendem a símbolos de poder, como vagas de estacionamento e banheiros executivos.
- Rituais e rotinas: Reuniões de gestão e relatórios de diretoria, por exemplo, podem se tornar mais habituais do que o necessário.
- Histórias e mitos: Construir histórias e mitos sobre pessoas ou eventos e transmitir uma mensagem sobre o que é valorizado dentro da organização.

Esses elementos podem se sobrepor. As estruturas de poder podem depender de sistemas de controle, que podem explorar os próprios rituais que geram histórias que podem não ser verdadeiras.

### Stanley G. Harris
Schemata (plural de esquema) são estruturas de conhecimento que uma pessoa forma a partir de experiências passadas, permitindo que responda a eventos semelhantes de forma mais eficiente no futuro, orientando o processamento de informações. Os esquemas de uma pessoa são criados por meio da interação com os outros e, portanto, envolvem inerentemente a comunicação.
Stanley G. Harris (1994) argumenta que cinco categorias de esquemas na organização são necessárias para a cultura organizacional:
1. Esquemas de auto-organização: o conceito que uma pessoa tem de si mesma dentro do contexto da organização, incluindo sua personalidade, papéis e comportamento.
2. Esquemas da pessoa na organização: memórias, impressões e expectativas de uma pessoa de outros indivíduos dentro da organização.
3. Esquemas de organização: um subconjunto de esquemas de pessoas, a perspectiva generalizada de uma pessoa sobre os outros como um todo na organização.
4. Esquemas de objeto/conceito na organização: conhecimento que um indivíduo tem de outros aspectos da organização que não de outras pessoas.
5. Esquemas de eventos na organização: o conhecimento de uma pessoa sobre eventos sociais dentro de uma organização.

Todas essas categorias juntas representam o conhecimento de uma pessoa sobre uma organização. A cultura organizacional é criada quando os esquemas (estruturas esquemáticas) de diferentes indivíduos em uma organização e dentro de uma organização se assemelham (quando os esquemas de uma pessoa se assemelham aos esquemas de outra pessoa por causa do envolvimento organizacional mútuo), feito principalmente por meio da comunicação organizacional, como os indivíduos compartilham direta ou indiretamente conhecimentos e significados.

### Charles Handy
Charles Handy (1976), popularizou Roger Harrison (1972) com a ligação da estrutura organizacional à cultura organizacional. Os quatro tipos de cultura descritos são:
1. Cultura do poder: concentra o poder entre um pequeno grupo ou uma figura central e seu controle irradia de seu centro como uma teia. As culturas de poder precisam apenas de algumas regras e pouca burocracia, mas as decisões podem ser rápidas.
2. Cultura de papéis: as autoridades são delegadas como tal dentro de uma estrutura altamente definida. Essas organizações formam burocracias hierárquicas, onde o poder deriva da posição pessoal e raramente de um poder especializado. O controle é feito por procedimentos (que são altamente valorizados), descrições rígidas de papéis e definições de autoridade. Essas organizações têm sistemas consistentes e são muito previsíveis. Esta cultura é muitas vezes representada por um "Edifício Romano" com pilares. Esses pilares representam os departamentos funcionais.
3. Cultura de tarefas: as equipes são formadas para resolver problemas específicos. O poder é derivado da equipe com experiência para executar uma tarefa. Essa cultura usa uma abordagem de equipe pequena, onde as pessoas são altamente qualificadas e especializadas em sua própria área de especialização. Além disso, essas culturas geralmente apresentam as múltiplas linhas de relatórios vistas em uma estrutura matricial.
4. Cultura da pessoa: formada onde todos os indivíduos se consideram superiores à organização. Pode tornar-se difícil para essas organizações continuarem a operar, uma vez que o conceito de organização sugere que um grupo de indivíduos com a mesma mentalidade persegue os objetivos organizacionais. No entanto, algumas parcerias profissionais funcionam bem como culturas de pessoas, porque cada parceiro traz uma experiência e uma clientela particulares para a empresa.

### Kim Cameron e Robert Quinn
Kim Cameron e Robert Quinn (1999) realizaram pesquisas sobre eficácia e sucesso organizacional. Com base na Competing Values Framework, eles desenvolveram o Instrumento de Avaliação da Cultura Organizacional que distingue quatro tipos de cultura.
Valores concorrentes produzem polaridades como flexibilidade versus estabilidade e foco interno versus externo – essas duas polaridades foram consideradas as mais importantes na definição do sucesso organizacional. As polaridades constroem um quadrante com quatro tipos de cultura:
- Cultura do clã (foco interno e flexível) – Um local de trabalho amigável onde os líderes agem como figuras paternas.
- Cultura de adhocracia (foco externo e flexível) – Um ambiente de trabalho dinâmico com líderes que estimulam a inovação.
- Cultura de mercado (foco externo e controlado) – Um local de trabalho competitivo com líderes rígidos.
- Cultura hierárquica (foco interno e controlado) – Um ambiente de trabalho estruturado e formalizado onde os líderes atuam como coordenadores.

Cameron e Quinn designaram seis características da cultura organizacional que podem ser avaliadas com o Instrumento de Avaliação da Cultura Organizacional (OCAI).
As culturas dos clãs estão mais fortemente associadas às atitudes positivas dos funcionários e à qualidade dos produtos e serviços.  As culturas de mercado estão mais fortemente relacionadas com a inovação e critérios de eficácia financeira. A crença primária em culturas de mercado que metas claras e recompensas contingentes motivam os funcionários a atuar de forma agressiva e atender às expectativas das partes interessadas; uma crença central nas culturas de clãs é que a confiança e o compromisso da organização com os funcionários facilitam a comunicação aberta e o envolvimento dos funcionários. Esses resultados divergentes sugerem que é importante que os líderes executivos considerem a correspondência entre as iniciativas estratégicas e a cultura organizacional ao determinar como incorporar uma cultura que produza vantagem competitiva. Ao avaliar a cultura organizacional atual, bem como a situação preferida, a lacuna e a direção da mudança podem se tornar visíveis como um primeiro passo para mudar a cultura organizacional.

### Robert A. Cooke
Robert A. Cooke define cultura como os comportamentos que os membros acreditam serem necessários para se adequar e atender às expectativas dentro de sua organização. O Inventário de Cultura Organizacional mede doze normas comportamentais que são agrupadas em três tipos gerais de culturas:
- Culturas construtivas, nas quais os membros são incentivados a interagir com as pessoas e abordar as tarefas de maneira a ajudá-los a atender às suas necessidades de satisfação de ordem superior.
- Culturas passivas/defensivas, nas quais os membros acreditam que devem interagir com as pessoas de maneiras que não ameacem sua própria segurança.
- Culturas agressivas/defensivas, nas quais se espera que os membros abordem as tarefas de maneira vigorosa para proteger seu status e segurança.

#### Culturas construtivas
Em culturas construtivas, as pessoas são encorajadas a se comunicar com seus colegas de trabalho e a trabalhar em equipe, e não apenas como indivíduos. Em posições em que as pessoas fazem um trabalho complexo, em vez de algo simples como uma tarefa mecânica, essa cultura é eficiente.
1. Realização: completar uma tarefa com sucesso, normalmente por esforço, coragem ou habilidade (perseguir um padrão de excelência e explorar alternativas antes de agir) – Baseado na necessidade de alcançar resultados de alta qualidade em projetos desafiadores, a crença de que os resultados estão ligados ao esforço de alguém em vez do acaso e a tendência de estabelecer pessoalmente metas desafiadoras, mas realistas. Pessoas com alto nível neste estilo pensam no futuro e planejam, exploram alternativas antes de agir e aprendem com seus erros.
2. Auto-realização: realização dos próprios talentos e potencialidades – considerado como um impulso ou necessidade presente em todos (pensar de forma única e independente e fazer bem as tarefas simples) – Baseado nas necessidades de crescimento pessoal, auto-realização e realização do próprio potencial. Pessoas com este estilo demonstram um forte desejo de aprender e experimentar coisas, pensamento criativo e realista e uma preocupação equilibrada com pessoas e tarefas.
3. Encorajamento humanístico: ajudar os outros a crescer e se desenvolver (resolver conflitos de forma construtiva) – Reflete um interesse no crescimento e desenvolvimento das pessoas, uma consideração altamente positiva por elas e sensibilidade às suas necessidades. As pessoas com alto nível neste estilo dedicam energia para treinar e aconselhar os outros, são atenciosas e fornecem apoio e encorajamento às pessoas.
4. Afiliativo: trata as pessoas como mais valiosas do que as coisas (cooperar com os outros) – Reflete o interesse em desenvolver e manter relacionamentos agradáveis. Pessoas com alto nível neste estilo compartilham seus pensamentos e sentimentos, são amigáveis e cooperativas e fazem os outros se sentirem parte das coisas.

Organizações com culturas construtivas incentivam os membros a trabalhar em todo o seu potencial, resultando em altos níveis de motivação, satisfação, trabalho em equipe, qualidade de serviço e crescimento de vendas. As normas construtivas são evidentes em ambientes onde a qualidade é valorizada acima da quantidade, a criatividade é valorizada acima da conformidade, acredita-se que a cooperação leva a melhores resultados do que a competição e a eficácia é julgada no nível do sistema e não no nível do componente. Esses tipos de normas culturais são consistentes com (e apoiam) os objetivos por trás do empoderamento, gestão da qualidade total, liderança transformacional, melhoria contínua, reengenharia e organizações que aprendem.

#### Culturas passivas/defensivas
As normas que refletem as expectativas de que os membros interajam com as pessoas de maneira que não ameacem sua própria segurança estão no Grupo Passivo/Defensivo.
As quatro normas culturais passivas/defensivas são:
- Aprovação;
- Convencional;
- Dependente;
- Evitação.

Em organizações com culturas passivas/defensivas, os membros se sentem pressionados a pensar e se comportar de maneira inconsistente com a maneira como acreditam que deveriam para serem eficazes. Espera-se que as pessoas agradem aos outros (principalmente superiores) e evitem conflitos interpessoais. Regras, procedimentos e ordens são mais importantes do que crenças, ideias e julgamentos pessoais. As culturas passivas/defensivas experimentam muitos conflitos não resolvidos e rotatividade, e os membros da organização relatam níveis mais baixos de motivação e satisfação.

#### Culturas agressivas/defensivas
Este estilo é caracterizado com mais ênfase na tarefa do que nas pessoas. Devido à própria natureza desse estilo, as pessoas tendem a se concentrar em suas próprias necessidades individuais em detrimento do sucesso do grupo. O estilo agressivo/defensivo é muito estressante e as pessoas que o usam tendem a tomar decisões com base no status, em oposição à experiência.
1. Oposicional - Essa norma cultural é baseada na ideia de uma necessidade de segurança que assume a forma de ser muito crítica e cínica às vezes. As pessoas que usam esse estilo são mais propensas a questionar o trabalho dos outros, porém, fazer essas perguntas difíceis geralmente leva a um produto melhor. No entanto, aqueles que usam esse estilo podem ser excessivamente críticos em relação aos outros, usando falhas irrelevantes ou triviais para colocar os outros para baixo.
2. Poder – Esta norma cultural é baseada na ideia de que há necessidade de prestígio e influência. Aqueles que usam esse estilo muitas vezes equiparam sua própria autoestima com o controle dos outros. Aqueles que usam esse estilo tendem a ditar os outros, opondo-se a orientar as ações dos outros.
3. Competitivo – Esta norma cultural baseia-se na ideia da necessidade de proteger o seu estatuto. Aqueles que usam esse estilo protegem seu próprio status comparando-se a outros indivíduos e superando-os. Aqueles que usam esse estilo buscam a avaliação e o reconhecimento dos outros.
4. Perfeccionista – Esta norma cultural baseia-se na necessidade de obter resultados sem falhas. Aqueles que costumam usar esse estilo equiparam sua autoestima com a obtenção de padrões extremamente elevados. Aqueles que costumam usar esse estilo estão sempre focados nos detalhes e exigem demais de si mesmos e dos outros.

Organizações com culturas agressivas/defensivas incentivam ou exigem que os membros pareçam competentes, controlados e superiores. Os membros que buscam assistência, admitem deficiências ou admitem sua posição são vistos como incompetentes ou fracos. Essas organizações enfatizam a descoberta de erros e buscam eliminá-los, além de incentivar os membros a competir uns contra os outros em vez de concorrentes. Os ganhos de curto prazo associados a essas estratégias são muitas vezes à custa do crescimento de longo prazo.

### Adam Grant
Adam Grant , autor do livro Give and Take, distingue as culturas organizacionais em culturas doadoras, recebedoras e compensadoras de acordo com suas normas de reciprocidade. Em uma cultura doadora, os funcionários operam "ajudando os outros, compartilhando conhecimento, oferecendo orientação e fazendo conexões sem esperar nada em troca", enquanto em uma cultura recebedora "a norma é obter o máximo possível dos outros, contribuindo menos em troca” e os vencedores são aqueles que mais levam e são capazes de construir seu poder às custas dos outros. A maioria das organizações está no meio do caminho, com uma cultura de matcher, em que a norma é combinar o dar com o receber, e os favores são negociados principalmente em ciclos fechados.
Em um estudo realizado por pesquisadores de Harvard em unidades do sistema de inteligência dos EUA, uma cultura doadora acabou sendo a mais forte preditora da eficácia do grupo.
Como Grant aponta, Robert H. Frank argumenta que "muitas organizações são essencialmente mercados onde o vencedor leva tudo, dominado por competições de soma zero por recompensas e promoções". Em particular, quando os líderes implementam sistemas forçados de classificação para recompensar o desempenho individual, a cultura organizacional tende a mudar, com uma cultura de doador dando lugar a uma cultura de tomador ou combinador. Além disso, premiar o indivíduo de melhor desempenho dentro de cada equipe incentiva uma cultura do tomador.

### Stephen McGuire
Stephen McGuire (2003) definiu e validou um modelo de cultura organizacional que prevê receitas de novas fontes. Uma Cultura Organizacional Empreendedora (EOC) é um sistema de valores, crenças e normas compartilhadas pelos membros de uma organização, incluindo a valorização da criatividade e a tolerância de pessoas criativas, acreditando que inovar e aproveitar oportunidades de mercado são comportamentos adequados para lidar com problemas de sobrevivência e prosperidade, incerteza ambiental e ameaças dos concorrentes, e esperar que os membros da organização se comportem de acordo.
Elementos:
- Foco em pessoas e empoderamento;
- Criação de valor através da inovação e mudança;
- Atenção ao básico;
- Gestão prática;
- Fazendo a coisa certa;
- Liberdade para crescer e falhar;
- Compromisso e responsabilidade pessoal;
- Ênfase no futuro.[94]

### Eric Flamholtz
Eric Flamholtz (2001; 2011) identificou e validou um modelo de componentes da cultura organizacional que impulsionam os resultados financeiros (Flamholtz e Randle, 2011). O modelo consiste em cinco dimensões identificadas da cultura corporativa: 1) tratamento dos clientes, 2) tratamento das pessoas, 3) padrões de desempenho e responsabilidade, 4) inovação e mudança e 5) orientação para o processo. Essas cinco dimensões foram confirmadas pela análise fatorial (Flamholtz e Narasimhan-Kannan, 2005) além disso, Flamholtz publicou pesquisas empíricas que mostram o impacto da cultura organizacional no desempenho financeiro (Flamholtz, 2001). Flamholtz também propôs que a cultura organizacional (corporativa) não é apenas um ativo no sentido econômico; mas também é um "ativo" no sentido contábil convencional (Flamholtz 2005).

## Quadros éticos e avaliações da cultura corporativa
O quadro cultural ajuda os pesquisadores a analisar a cultura com diferentes etnografias dentro das organizações. Esses frameworks podem ser categorizados em:
1. Kets de Vries e Miller (1984):  o pesquisador vinculou os estilos neuróticos ao funcionamento organizacional, concentrando-se nas características e aspectos negativos da cultura. Eles categorizaram as culturas em paranóica, evitativa, carismática, burocrática e esquizóide.
2. Mitroff e Kilmann (1975):  os pesquisadores estudaram a tomada de decisão dos gerentes dentro de uma cultura politizada e categorizaram os tipos de cultura em Pensamento de sensação, Sentimento de sensação, Pensamento intuitivo e Sentimento intuitivo.
3. Sethia e Von Gilnow em 1985:  os pesquisadores categorizaram a cultura com base na principal preocupação da empresa em Carinhosa, Apática, Integrativa e Exigente .
4. Deal e Kennedy (1982):  os pesquisadores definiram as culturas com base no ambiente organizacional, crenças centrais, heróis da cultura, folclore, mitos, ritos, rituais da cultura e a rede cultural.
5. Jaeger (1978):  o pesquisador classificou as culturas em tipos A (permite alguma tomada de decisão), J (controle tribal) e Z (tomada de decisão tribal).
Uma auditoria cultural, por outro lado, é uma avaliação dos valores de uma organização e ajuda as organizações a classificar a cultura corporativa que possuem.

## Impacto do Covid-19 na cultura organizacional
Desde o surto de COVID-19, as culturas foram redefinidas dentro de diferentes organizações, e a responsabilidade de combater a propagação da doença e sua transmissão, especialmente nos locais de trabalho, tornou-se uma responsabilidade coletiva. Para isso, os funcionários que retornaram ao trabalho nos escritórios acharam necessário o uso de máscaras por opção ou por regulamentação das empresas.
Joung (2020) explicou que não é novidade usar uma máscara na Ásia; no entanto, tornou-se a nova face da cultura no resto do mundo em retrospectiva após a pandemia no início de 2020.  Portanto, é essencial entender a narrativa cultural subjacente por trás do uso de máscaras na Ásia muito antes da Pandemia do COVID-19.
Keggins (2021)  explicou a razão por trás do uso de máscaras por vários motivos, incluindo a disseminação de diferentes tipos de gripe na Ásia ao longo dos anos, como a gripe espanhola, gripe italiana, gripe de Hong Kong, gripe aviária e gripe suína. Além disso, consideramos também a disseminação da SARS, o aumento da contagem de pólen e febre do feno, o terremoto de Great Kanto e suas emissões de fumaça, cinzas, gás e poluição do ar, o terremoto e tsunami de Tōkohu e partículas radioativas. Então, naturalmente, depois de décadas, usar uma máscara tornou-se uma prática cultural comum, e usá-la é considerado uma boa maneira e um dever cívico.
Somers (2021)  categorizou as culturas baseado se a necessidade do indivíduo ou do grupo é favorecida por conta do outro para culturas individualistas e coletivistas, respectivamente. Por exemplo, o uso de máscara é considerado uma característica de uma cultura coletivista e, portanto, a responsabilidade coletiva simboliza a solidariedade e a nova imagem de valor cultural. Além disso, Joung (2020) explicou que o uso de máscaras pode servir como um firewall social porque atrai menos atenção. No entanto, Sorenson (2002, em Daum e Maraist, 2021)  argumentou que uma das fortes características culturais é a resistência à mudança, o que a coloca em desvantagem, principalmente em tempos de pandemias e na implementação de medidas de segurança para os funcionários. Por outro lado, Flynn & Chatman afirmaram que uma cultura forte se concentra na inovação e, portanto, têm mais tendência a mudar e se adaptar a circunstâncias de crise.
Bhattarai (2020)  afirmou que o uso de máscaras faciais pode levar a uma má interpretação de atitudes durante as interações porque reuniões e conversas face a face criam relacionamento e confiança. Portanto, usar uma máscara lado a lado com o distanciamento social precisa ser abordado como uma questão para encontrar soluções para desenvolver uma interação sustentável entre os funcionários, por um lado, e os funcionários com os clientes, por outro. Dito isso, Cleeland (2020) afirmou que as máscaras faciais existem para reduzir a propagação do Coronavírus e não como um equipamento de proteção individual.
À luz disso, conforme definido por Young e Maraist (2020),  cultura é a personalidade da corporação que influencia as posições das pessoas em relação a “conflito, mudança, fracasso e sucesso”. Tal influência resulta em transmitir uma sensação de segurança e, portanto, satisfação para os funcionários. Weston (2021)  acrescentou que influencia a experiência de trabalho dos funcionários, engajamento, estresse, felicidade, satisfação, motivação e produtividade, o que nos leva a discutir como o COVID-19 impactou as culturas organizacionais, experiência de trabalho e valores.
Daum e Maraist (2021) discutiram em seu artigo intitulado “A importância da cultura na era do COVID-19” que o COVID-19 afetou a cultura organizacional em grande medida. Os autores explicam a importância e a necessidade urgente de as organizações reavaliarem conceitos como adversidade e mudança pré e pós-pandemia, pois esse conceito é a definição central de cultura.
Para isso, a vida corporativa não parou durante a pandemia; em vez disso, a pandemia mudou a forma como as operações ocorriam. Como resultado, o Estrategista (2020)  sugeriu que surgisse um novo modelo, a saber, o “modelo de entrega geograficamente disperso”. Além disso, Thomas (2021)  observou que houve uma utilização e adoção aceleradas de ferramentas digitais para encurtar distâncias. Tais ferramentas incluem “videoconferência, compartilhamento de tela, armazenamento de arquivos compartilhados digitais, multi autoria simultânea de documentos, quadros brancos digitais e grupos de bate-papo em smartphones”.
No entanto, o uso excessivo da tecnologia como principal meio de comunicação levou a muitos problemas, incluindo a fadiga do Zoom. Além disso, os funcionários recém-contratados, principalmente no período de pandemias, enfrentaram dificuldades de assimilação em suas equipes devido ao trabalho remoto. Por outro lado, os funcionários mais velhos conheceram uma dinâmica alterada onde é difícil ultrapassar a missão da organização. Além disso, Klynn (2021) destacou como as culturas sofreram e os funcionários se sentiram desengajados e expansíveis em vez de essenciais, alienados e exaustos.
Klynn (2021) sugeriu muitas soluções para resolver a falta de comunicação, avançar as estratégias da organização e manter os funcionários em conexão com os valores centrais da empresa. Tais soluções incluíam fazer com que os funcionários se sentissem valorizados, ouvidos e engajados, criando equidade para todos os membros da equipe, comunicando-se com os funcionários por meio de conversas proativas, identificando velhos hábitos desnecessários e se livrando deles, identificando práticas recém-emergidas que se mostraram valiosas, projetando e construindo a novo cultura/norma, e tornando a mudança explícita. Da mesma forma, Weston (2021) e Stoller (2020)  destacaram a necessidade de investir em tecnologia e múltiplos meios de divulgação para desenvolver novas políticas e ter comunicação interativa.
O Estrategista (2020) sugeriu manter os stand-ups diários, estender o horário das reuniões e pular reuniões para conversas informais, aumentar o senso de comunidade no trabalho e expressar mais gratidão ao agradecer aos colegas que não podem vê-lo. Além disso, Thomas (2021) sugeriu check-ins frequentes.
Após listar possíveis problemas e suas soluções que podem ocorrer devido ao trabalho remoto, Sull e Sull (2020) relataram que, durante a pandemia, os funcionários avaliaram sua liderança com alta pontuação devido à comunicação honesta, integridade no enfrentamento da pandemia e mais transparência do que em anos anteriores. Além disso, empregadores e líderes têm dado mais atenção ao bem-estar dos funcionários e agilidade no trabalho durante um período de turbulência. Os autores concluíram que tal resultado tem um impacto positivo nos valores culturais.  No entanto, Chambers (2020) afirmou que tais resultados não refletem a mudança da cultura organizacional, mas sim uma resposta à pandemia. Assim, as empresas precisam incorporar essas mudanças na cultura interna muito depois que a pandemia passar.
A Deloitte (2020) argumentou que, devido ao COVID-19, os funcionários originaram um senso de propósito, inspiração e contribuição. Por outro lado, os líderes tornaram-se mais tolerantes com o fracasso dos funcionários devido a um aumento significativo na experimentação e na assunção de riscos, o que levou a uma maior produtividade. Além disso, maior agilidade e flexibilidade nas políticas de trabalho, lado a lado com uma hierarquia flexível que impulsiona uma cultura de responsabilidade.  Em comparação, De Castro e Meneses (2020)  descobriram que a cultura organizacional é um preditor preciso da inovação. Além disso, a pandemia ajudou as culturas de adocracia a adotar inovações de produtos e culturas de mercado, inovações de processo.
Para tanto, Daum e Maraist (2021) explicaram que o significado de senso de propósito não se refere aos objetivos e produtividade de uma empresa; em vez disso, relaciona-se aos humanos/clientes e à sociedade da qual os funcionários fazem parte. Eles alegaram que dependendo do setor, esse valor pode ser diferente, trazendo uma comparação entre hospitais e lojas de varejo. Os primeiros tinham um maior senso de propósito durante a pandemia, enquanto os segundos tinham menos senso de propósito. Eles acrescentaram que durante o COVID-19, as empresas, redefiniram ou ampliaram seus propósitos para prestar assistência emergencial à sociedade. Além disso, os autores discutiram como a pandemia afeta a maneira como os funcionários são tratados pelos empregadores e o compromisso que os empregadores assumiram para garantir sua segurança e clientes, ao mesmo tempo em que se concentram em obter lucro.
Além disso, o trabalho remoto e a dependência da tecnologia como principal meio de comunicação resultaram na criação de subculturas dentro da cultura organizacional central. Dito isto, as subculturas existiam inicialmente em um ambiente de trabalho tradicional e são consideradas como parte de um ambiente coeso e da cultura maior. Por exemplo, Spicer (2020)  apontou que alguns rituais costumavam ocorrer perto de bebedouros e agora estão sendo substituídos por ferramentas tecnológicas.

### Visões críticas
As críticas ao uso do termo pelos gestores começaram já em seu surgimento, no início dos anos 80.  A maior parte das críticas vem dos autores de estudos críticos de gestão que, por exemplo, expressam ceticismo sobre as visões funcionalistas e unitaristas sobre a cultura que são apresentadas pelos principais escritores de gestão. Eles enfatizam as maneiras pelas quais essas suposições culturais podem reprimir a dissidência em relação à administração e reproduzir propaganda e ideologia. Eles sugerem que as organizações não abrangem uma única cultura, e a engenharia cultural pode não refletir os interesses de todas as partes interessadas dentro de uma organização.
Parker (2000) sugeriu que muitas das suposições daqueles que propõem teorias da cultura organizacional não são novas. Eles refletem uma tensão de longa data entre versões culturais e estruturais (ou informais e formais) do que são as organizações. Além disso, é razoável sugerir que organizações complexas podem ter muitas culturas e que tais subculturas podem se sobrepor e se contradizer. As tipologias elegantes de formas culturais encontradas em livros didáticos raramente reconhecem tais complexidades, ou as várias contradições econômicas que existem nas organizações capitalistas.

Entre os escritores mais fortes e reconhecidos sobre cultura corporativa, com uma longa lista de artigos sobre liderança, cultura, gênero e sua interseção, está Linda Smircich. Como parte dos estudos críticos de gestão, ela critica as teorias que tentam categorizar ou 'ponderar' a cultura organizacional. Ela usa a metáfora de uma raiz de planta para representar a cultura, dizendo que ela impulsiona as organizações e não vice-versa. As organizações são o produto da cultura organizacional; não temos conhecimento de como ele molda o comportamento e a interação, também implícitos nos pressupostos subjacentes de Schein (2002) da organização. De acordo com Packer (2002), os pressupostos subjacentes de Schein são as crenças, percepções, pensamentos e sentimentos tidos como garantidos e podem ser observados e considerados a fonte última de valores e ação. Tais suposições são categorizadas em suposições sobre o problema (o que a organização está tentando alcançar), suposições sobre a solução e suposições sobre como se organizar para alcançar uma solução? tentativas de categorizar e definir a cultura organizacional.